# قانون التغطية الصحية الأساسية (المغرب)
قانون التغطية الصحية الأساسية في المغرب، هو النص الذي يحدد كيفيات تطبيق مبدأ الحق في الصحة على مواطني المملكة.

## أساس حماية الصحة الاجتماعية
يشكل القانون أساس الحماية الاجتماعية في مجال الصحة. أسس:
- التأمين الصحي الأساسي الإلزامي (AMO) على أساس مبادئ وتقنيات التأمين الاجتماعي لصالح الأشخاص العاملين بأجر، والمتقاعدين، والمقاومين السابقين، وأعضاء جيش التحرير، والطلاب.
- برنامج المساعدة الطبية (RAMED) على أساس مبادئ المساعدة الاجتماعية، والتضامن الوطني لصالح السكان المحرومين.